# Trynitarki
Trynitarianki – katolicki zakon klauzurowy założony w 1236 w Hiszpanii przez o.Nicholasa – trynitarza jako odgałęzienie od zakonu trynitarzy.

## Habit
Biały habit ze szkaplerzem z krzyżem o belkach niebieskiej i czerwonej, czarny welon.